# Lepidodexia setifacies
Lepidodexia setifacies är en tvåvingeart som beskrevs av Guilherme A.M.Lopes 1984. Lepidodexia setifacies ingår i släktet Lepidodexia och familjen köttflugor.
Artens utbredningsområde är Ecuador. Inga underarter finns listade i Catalogue of Life.